# Muhammad Ahmad Hussein

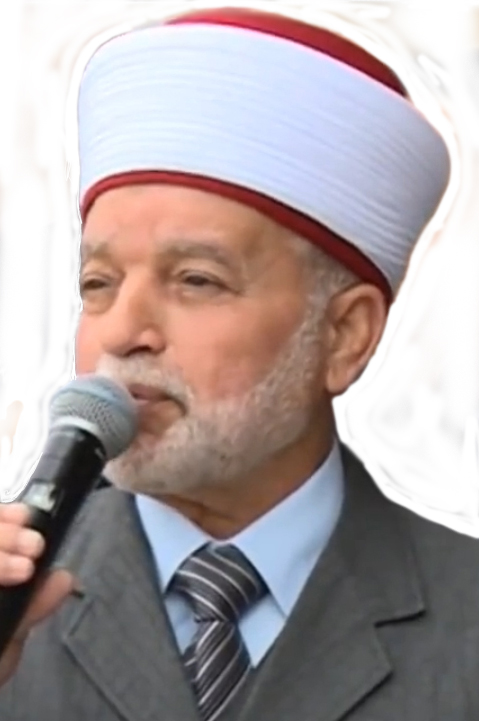
Mohammed Ahmed Hussein

Scheich Muhammad Ahmad Hussein (auch Mohammed, arabisch محمد أحمد حسين, DMG Muḥammad Aḥmad Ḥusayn) ist ein sunnitischer Geistlicher und Rechtsgelehrter. Er ist der amtierende Großmufti von Jerusalem, dessen Einflussbereich sich auch auf das Westjordanland sowie das benachbarte Jordanien erstreckt, sowie Leiter der Waqf-Behörde Jerusalem.

## Leben
Er ist seit Juli 2006 im Amt, in das er vom Präsidenten der Palästinensischen Autonomiebehörde Mahmud Abbas eingesetzt wurde, der seinen Vorgänger Ikrima Sa'id Sabri (* 1939) ablöste. Der Großmufti ist das Oberhaupt der palästinensischen muslimischen Geistlichen. Hussein ist der siebte Großmufti.
1973 machte er seinen Bachelor-Abschluss in islamischem Recht an der Fakultät für Scharia an der Universität von Jordanien. Er besitzt einen Master-Abschluss in moderner Islamwissenschaft von der Universität von Jerusalem. Einen Teil seiner Ausbildung absolvierte er bei Scheich Mohammed Haschim al-Baghdadi.
Bevor er das Amt des Großmuftis von Jerusalem antrat, war Hussein Imam der al-Aqsa-Moschee und Kostos der heiligen Stätten Jerusalems. Er ist einer der Senior Fellows des Königlichen Aal al-Bayt Instituts für islamisches Denken (Royal Aal Al-Bayt Institute for Islamic Thought).

## Mohammed-Zitat nach al-Buchari und Muslim (2011)
Am 9. Januar 2011, als er sich an eine Menschenmenge wandte – der New York Times zufolge bei einer Veranstaltung anlässlich des 47. Jahrestages der Gründung der Fatah – zitierte Hussein ein umstrittenes, dem Propheten Mohammed zugeschriebenes und von al-Buchari und Muslim überliefertes Hadith, das besagt:

“The Hour will not come until you fight the Jews. The Jews will hide behind stones or trees. Then the stones or trees will call: Oh Muslim, servant of Allah, there is a Jew behind me, come and kill him.”

„Die Stunde (des göttlichen Gerichtes und der Auferstehung) wird nicht kommen, bis ihr die Juden bekämpft habt. Die Juden werden sich hinter Steinen oder Bäumen verstecken. Dann werden die Steine oder Bäume rufen: 'Oh, Muslim, Diener Allahs, da ist ein Jude hinter mir, komm und töte ihn.'“

Die Kommentare des Muftis wurden im palästinensischen Fernsehen am selben Tag ausgestrahlt und dann am 15. Januar von Palestinian Media Watch, einer israelischen Watchdog-Journalismus-Gruppe, weiter verbreitet. Der israelische Ministerpräsident Benjamin Netanjahu verurteilte die Worte des Muftis als „moralisch verabscheuungswürdig“ und verglich seine Aktionen mit denen des ehemaligen Muftis von Jerusalem Mohammed Amin al-Husseini, der sich in den 1930er und 40er Jahren mit Adolf Hitler verbündet hatte.
In einem Interview mit dem israelischen TV-Sender Channel 2 am 25. Oktober 2015 leugnete Muhammad Ahmad Hussein, dass sich auf dem Tempelberg in Jerusalem jemals ein jüdischer Tempel befunden habe. Dieser Ort war dem Großmufti zufolge vor „3.000 Jahren und vor 30.000 Jahren“ eine Moschee und wäre dies bereits „seit Erschaffung der Welt“ gewesen. Hinsichtlich der al-Aqsa-Moschee, die im 7. Jahrhundert unter dem Kalifen Omar ibn al-Chattab errichtet wurde, behauptete der Mufti, sie sei von „Adam oder in seiner Zeit von der Engeln erbaut“ worden.

## Verschiedenes
Anlässlich eines Handgemenges zwischen Palästinensern und Israelis bei der al-Aqsa-Moschee, der wichtigsten Moschee Jerusalems, wurde der Großmufti am 8. Mai 2013 verhaftet.
Ebenfalls vorübergehend festgenommen wurde er, nachdem er zu Protestaktionen gegenüber der Polizei an den Zugängen des Tempelbergs aufgerufen hatte.
Anfang August 2025 wurde er laut übereinstimmenden Berichten von der Times of Israel und der palästinensischen Nachrichtenagentur Wafa von der israelischen Polizei mit einem sechsmonatigen Betretungsverbot für den Tempelberg und die Al-Aksa-Moschee belegt. Er hatte zuvor einen achttägigen Bann erhalten, nachdem er laut Wafa das Aushungern der palästinensischen Bevölkerung im Gazastreifen verurteilt hatte.

## Videos
- لقاء خطيب المسجد الاقصى الشيخ محمد أحمد حسين – برنامج يوم جديد auf YouTube
- برنامج حوار مع كبار – مفتي الديار المقدسة سماحة الشيخ محمد أحمد حسين auf YouTube (Ausschnitt aus dem jordanischen Fernsehen).
- Palestinian Grand Mufti shocks Israel auf YouTube